# Uwe Harms

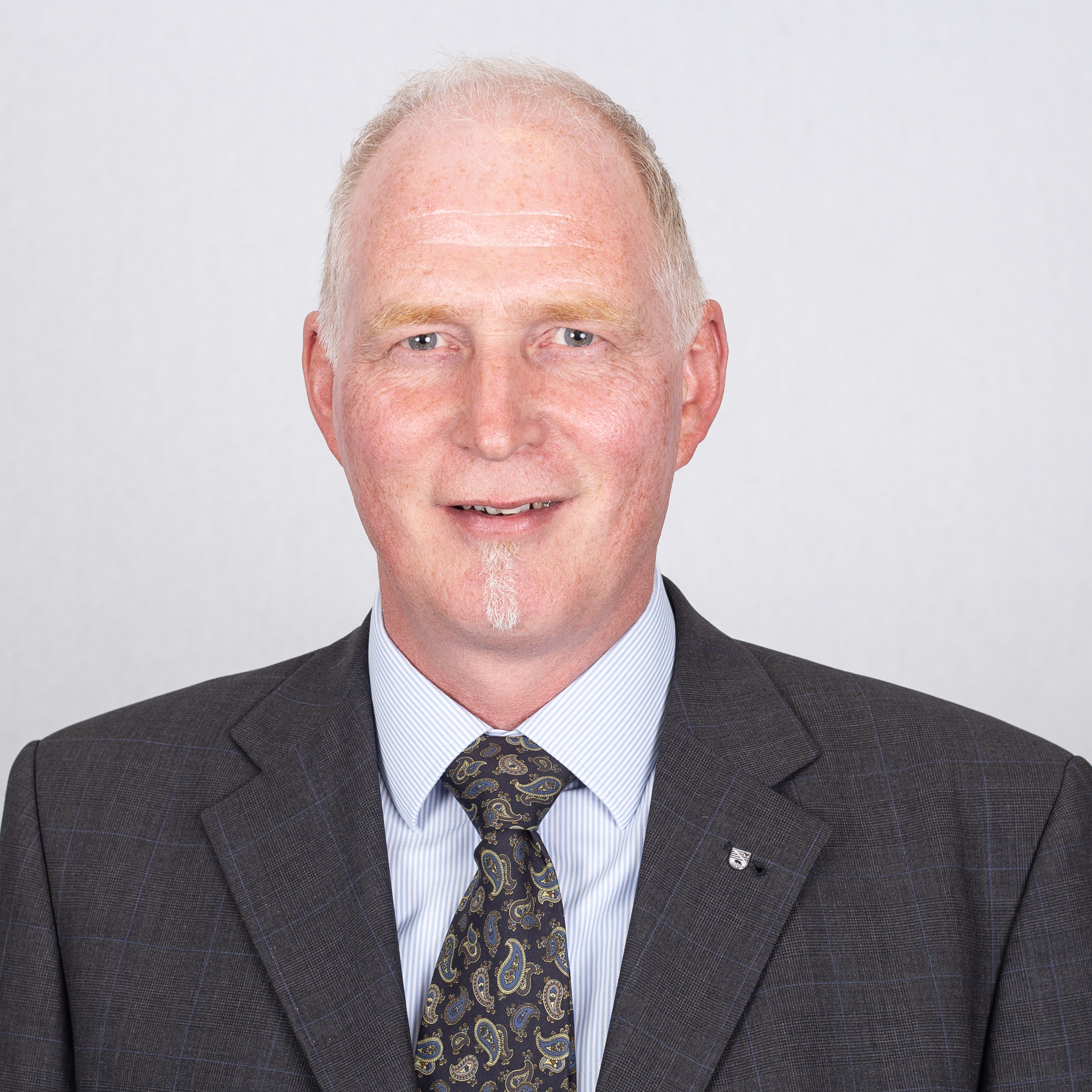
Uwe Harms 2018

Uwe Harms (* 7. Februar 1963 in Klötze) ist ein deutscher Politiker der CDU. Er war von 2003 bis 2021 Mitglied des Landtages von Sachsen-Anhalt.

## Leben und Beruf
Uwe Harms besuchte bis 1979 die polytechnische Oberschule. Es folgte 1980 der Vorkurs der Technischen Hochschule Magdeburg, die er 1984 als Diplomlehrer für Mathematik und Physik abschloss. Von 1991 bis 2006 war er Mitarbeiter im Familienbetrieb und seit 2000 geschäftsführender Gesellschafter der Harms GmbH.
Harms ist verheiratet und hat zwei Kinder.

## Politik und Partei
Harms trat am 1998 in die CDU ein und ist seit 1999 CDU-Ortsverbandsvorsitzender der Orte Klötze-Schwiesau-Neuendorf. Seit 2005 sitzt er als Mitglied im Stadtrat und ist stellvertretender Bürgermeister der Stadt Klötze. Seitdem ist er auch Mitglied im Kreistag.
Seit der Landtagswahl 2005 war Harms für den Wahlkreis 02 (Gardelegen-Klötze) Mitglied im Landtag von Sachsen-Anhalt. Er war Mitglied in verschiedenen Parlamentarischen Untersuchungsausschüssen sowie in den Ausschüssen für Finanzen und für Wirtschaft, Wissenschaft und Digitalisierung. Zur Landtagswahl 2021 kandidierte Harms nicht wieder.
Am 14. Mai 2013 erklärte Harms gegenüber dem Fraktionschef den Austritt aus der CDU-Landtagsfraktion. Auf der daraufhin anberaumten Pressekonferenz referierte Harms jedoch nur darüber, warum die Altmark als CO2-Endlager ungeeignet sei. Zum eigentlichen Austritt äußerte er sich nicht. Am 21. Mai teilte die CDU-Fraktion mit, dass Harms nun doch in der Fraktion verbleiben wolle.
Bei der Bundestagswahl 2021 trat Uwe Harms als CDU-Direktkandidat im Wahlkreis Altmark und auf Platz 7 der CDU-Landesliste an. Im Wahlkreis unterlag er dem Sozialdemokraten Herbert Wollmann und auch sein Listenplatz reichte nicht für einen Einzug in den Bundestag.